# Железнодорожная катастрофа на станции Нортон-Фицуоррен (1890)
Крушение на станции Нортон-Фицуоррен Большой западной железной дороги произошло 11 ноября 1890 года приблизительно в двух милях к юго-западу от Таунтона. Специальный поезд Плимут—Паддингтон для пассажиров трансатлантических лайнеров врезался в товарный поезд, вывезенный для манёвров на главный ход. Погибли 10 пассажиров, были ранены 11 человек, в том числе машинист и кочегар спецпоезда.

## Ход событий
В 00:36 товарный поезд Бристоль—Эксетер (направлением от Лондона), следовавший двойной тягой с обоими паровозами (ширококолейным и стандартной колеи) в голове состава прибыл на станцию Нортон-Фицуоррен для погрузки-разгрузки. Другой грузовой поезд того же направления ожидался на станции в 1:17 и должен был проследовать без остановки. В 1:05 сигналист велел кондуктору первого поезда освободить путь «из Лондона» и передвинуть свой поезд на встречный путь главного хода, а ширококолейный второй локомотив в это время должен был отцепиться и уйти на боковой путь станции.
После того как грузовой поезд проследовал станцию без остановки, сигналист переместил второй локомотив первого поезда обратно на путь «из Лондона». В это же время, в 1:23, сигналист предыдущего участка предложил станции Нортон-Фицуоррен принять пассажирский спецпоезд. Сигналист станции Нортон-Фицуоррен забыл о том, что на главном ходу в сторону Лондона по-прежнему находится товарный поезд, и согласился принять пассажирский спецпоезд, открыв для него входной семафор своей станции. В 1:24 на полном ходу со скоростью около 50 миль в час (80 км/ч) пассажирский поезд миновал будку сигналиста и врезался в стоящий товарный. Машинист и кочегар товарного поезда успели отбежать от места аварии, но по недостатку времени не могли подать сигнала. Кондуктор пассажирского поезда не мог вспомнить, чтобы на нём были применены тормоза.

## Причины
Непосредственной причиной катастрофы стала ошибка сигналиста станции Нортон-Фицуоррен, который забыл о том, что товарный поезд после манёвров всё ещё находится на главном ходу, и принял поезд на занятый путь.
Расследование Board of Trade заключило, что вклад в катастрофу внесла преждевременная замена на товарном поезде красного фонаря зелёным. Возможно, что при виде красного фонаря машинист пассажирского поезда успел бы применить тормоза. Другим сопутствующим фактором стало то, что, вопреки инструкциям железнодорожной компании, кондуктор товарного поезда не уведомил сигналиста о том, что его поезд стоит на главном ходу.
После этого происшествия между Эксетером и Вестоном было построено 12 запасных путей.

## Комментарии
1. ↑  «down»
2. ↑  «down line»
3. ↑  «up line», к Лондону